# Espen Søbye
Pål Espen Søbye (* 9. Juli 1954 in Hamar) ist ein norwegischer Philosoph, Sachbuchautor und Literaturkritiker.

## Ausbildung und Werk
Søbye schloss sein Philosophiestudium an der Universität Oslo 1982 mit einer Arbeit über Ernst Tugendhat ab. Kurz darauf trat er in das staatliche Statistisk sentralbyrå (Statistische Zentralamt) ein, wo er sich vor allem mit historischer Statistik beschäftigt. Ab Juli 2004 war er am Staatlichen Institut für Rauschmittelforschung angestellt, wo er an einer umfassenden Biographie über den norwegischen Psychiater und Prohibitionisten Johan Scharffenberg arbeitete, die 2010 erschien.
Zwischen 1991 und 1998 redigierte er die norwegische Philosophiezeitschrift Agora. Für fünf Jahre, von 2001 bis 2006, gehörte er dem Redaktionsrat von Prosa, der größten norwegischen Literaturzeitschrift, an. Seit 2001 rezensiert Søbye Fachbücher in der Osloer Tageszeitung Dagbladet.
1992 veröffentlichte Søbye eine Biographie über den norwegischen Schriftsteller Arthur Omre, der 1995 ein Buch über den Autor, Kunstsammler und Munch-Biographen Rolf Stenersen folgte. Gemeinsam mit dem Autor Jo Nesbø bereiste er im Frühjahr 1999 den Balkan und publizierte in Tagebuchform seine Eindrücke von den Konflikten in Ex-Jugoslawien.
2003 erschien sein Buch Kathe - alltid vært i Norge (wörtlich: Kathe – seit jeher in Norwegen), eine Biographie über ein Osloer Mädchen mit jüdisch-litauischem Hintergrund, das im November 1942 in das KZ Birkenau deportiert und dort wenige Stunden nach ihrer Ankunft im Alter von nur 15 Jahren ermordet wurde. Søbye beleuchtet in diesem Buch nicht zuletzt den Antisemitismus in der norwegischen Gesellschaft, der auch Teile der nationalen Widerstandsbewegung erfasste.

## Auszeichnungen
Dagbladet bescheinigte ihm 2005, zu den „zehn führenden Intellektuellen Norwegens“ zu gehören. Im Jahr 2006 kürte ihn der Verband der norwegischen Kritiker (Norsk Kritikerlag) zum Literaturkritiker des Jahres. 2013 wurde ihm Dalgards Kritikerpreis zuerkannt.

## Bibliographie

### Originalausgaben
- Espen Søbye: Ingen vei hjem: Arthur Omre. En biografi. Aschehoug, Oslo 1992, ISBN 82-03-26054-3.
- Espen Søbye: Rolf Stenersen. En biografi. Oktober, Oslo 1995, ISBN 82-7094-681-8.
- Espen Søbye: Stemmer fra Balkan / Atten dager i mai. Aschehoug, Oslo 1999, ISBN 82-03-18212-7 (zusammen mit Jo Nesbø).
- Espen Søbye: Kathe – alltid vært i Norge. Oktober, Oslo 2003, ISBN 82-7094-926-4 (2. erw. Aufl. 2005).
- Espen Søbye: Ord for ord. Artikler 1986-2004. Oktober, Oslo 2005, ISBN 82-495-0362-7.
- Espen Søbye: En mann fra forgangne århundrer. Overlege Johan Scharffenbergs liv og virke 1869–1965. En arkivstudie. Oktober, Oslo 2010, ISBN 978-82-495-0608-8.
- Espen Søbye: Folkemengdens bevegelse 1735-2014. En tabellstudie. Oktober, Oslo 2014, ISBN 978-82-495-1359-8.

### Übersetzungen
- Espen Søbye: Kathe - deportiert aus Norwegen. Aus dem Norwegischen von Uwe Englert. Assoziation A, Berlin 2008, ISBN 978-3-935936-70-5.

| Personendaten    | Personendaten                                               |
| ---------------- | ----------------------------------------------------------- |
| NAME             | Søbye, Espen                                                |
| ALTERNATIVNAMEN  | Søbye, Pål Espen (vollständiger Name)                       |
| KURZBESCHREIBUNG | norwegischer Philosoph, Sachbuchautor und Literaturkritiker |
| GEBURTSDATUM     | 9. Juli 1954                                                |
| GEBURTSORT       | Hamar                                                       |